# Кастаньеда, Сальвадор
Сальвадор Кастаньеда (исп. Salvador Castañeda, род. 1946) — мексиканский писатель и революционер, один из основателей Движения революционного действия.
Вскоре после создания Движения революционного действия был арестован и брошен в тюрьму, где и начал писать. В 1980 г. его первая книга получила литературную премию.

## Книги
- ¿Por qué no dijiste todo? SEP/Lecturas mexicanas, 1986
- Los diques del tiempo. UNAM, 1991
- La patria celestial. Cal y Arena, 1992
- El de ayer es Él. El Espejo Concéntrico, 1996
- Papel Revolución. DMC Torreón, 2001